# Kabinet-Moro V

## Kabinet–Moro V (1976)
| Ambtsbekleder                 | Ambtsbekleder             | Ambtsbekleder                         | Functie                              | Ambtstermijn     | Ambtstermijn     | Partij |
| ----------------------------- | ------------------------- | ------------------------------------- | ------------------------------------ | ---------------- | ---------------- | ------ |
|                               | Aldo Moro                 | Aldo Moro (1916–1978)                 | Premier                              | 24 november 1974 | 30 juli 1976     | DC     |
|                               | Angelo Salizzoni          | Angelo Salizzoni (1907–1992)          | Secretaris- generaal                 | 24 november 1974 | 30 juli 1976     | DC     |
|                               | Mariano Rumor             | Mariano Rumor (1915–1990)             | Minister van Buitenlandse Zaken      | 24 november 1974 | 30 juli 1976     | DC     |
|                               | Francesco Cossiga         | Francesco Cossiga (1928–2010)         | Minister van Binnenlandse Zaken      | 12 februari 1976 | 12 mei 1978      | DC     |
|                               | Gaetano Stammati          | Gaetano Stammati (1908–2002)          | Minister van Financiën               | 12 februari 1976 | 30 juli 1976     | DC     |
|                               | Emilio Colombo            | Emilio Colombo (1920–2013)            | Minister van de Schatkist            | 14 maart 1974    | 30 juli 1976     | DC     |
|                               | Giulio Andreotti          | Giulio Andreotti (1919–2013)          | Minister van het Budget              | 24 november 1974 | 30 juli 1976     | DC     |
|                               | Francesco Paolo Bonifacio | Francesco Paolo Bonifacio (1923–1989) | Minister van Justitie                | 12 februari 1976 | 20 maart 1979    | DC     |
|                               | Carlo Donat-Cattin        | Carlo Donat- Cattin (1919–1991)       | Minister van Economische Zaken       | 24 november 1974 | 25 november 1978 | DC     |
|                               | Arnaldo Forlani           | Arnaldo Forlani (1925)                | Minister van Defensie                | 24 november 1974 | 30 juli 1976     | DC     |
|                               | Luciano Dal Falco         | Luciano Dal Falco (1925–1992)         | Minister van Volksgezondheid         | 12 februari 1976 | 12 maart 1978    | DC     |
|                               | Mario Toros               | Mario Toros (1922–2018)               | Minister van Arbeid en Sociale Zaken | 24 november 1974 | 30 juli 1976     | DC     |
|                               | Franco Maria Malfatti     | Franco Maria Malfatti (1927–1991)     | Minister van Onderwijs               | 7 juli 1973      | 12 maart 1978    | DC     |
|                               | Mario Martinelli          | Mario Martinelli (1906–2001)          | Minister van Transport               | 24 november 1974 | 30 juli 1976     | DC     |
|                               | Antonino Gullotti         | Antonino Gullotti (1922–1989)         | Minister van Infrastructuur          | 12 februari 1976 | 12 maart 1978    | DC     |
|                               | Giovanni Marcora          | Giovanni Marcora (1922–1983)          | Minister van Landbouw                | 22 november 1974 | 18 oktober 1980  | DC     |
|                               | Mario Pedini              | Mario Pedini (1918–2003)              | Minister van Cultuur                 | 12 februari 1976 | 12 maart 1978    | DC     |
|                               | Giulio Orlando            | Giulio Orlando (1926–2017)            | Minister van Communicatie            | 24 november 1974 | 30 juli 1976     | DC     |
|                               | Adolfo Sarti              | Adolfo Sarti (1928–1992)              | Minister van Toerisme                | 24 november 1974 | 30 juli 1976     | DC     |
|                               | Tommaso Morlino           | Tommaso Morlino (1925–1983)           | Minister voor Publieke Diensten      | 12 februari 1976 | 30 juli 1976     | DC     |
| Minister voor Regionale Zaken | Tommaso Morlino           | Tommaso Morlino (1925–1983)           | 24 november 1974                     |                  | 30 juli 1976     | DC     |
|                               | Ciriaco De Mita           | Ciriaco De Mita (1928–2022)           | Minister voor Buitenlandse Handel    | 24 november 1974 | 30 juli 1976     | DC     |
|                               | Giovanni Gioia            | Giovanni Gioia (1925–1981)            | Minister voor de Koopvaardij         | 24 november 1974 | 30 juli 1976     | DC     |
|                               | Antonio Bisaglia          | Antonio Bisaglia (1929–1984)          | Minister voor Staats- deelnemingen   | 24 november 1974 | 5 augustus 1979  | DC     |

De Gasperi II · De Gasperi III · De Gasperi IV · De Gasperi V · De Gasperi VI · De Gasperi VII · De Gasperi VIII · Pella · Fanfani I · Scelba · Segni I · Zoli · Fanfani II · Segni II · Tambroni · Fanfani III · Fanfani IV · Leone I · Moro I · Moro II · Moro III · Leone II · Rumor I · Rumor II · Rumor III · Colombo · Andreotti I · Andreotti II · Rumor IV · Rumor V · Moro IV · Moro V · Andreotti III · Andreotti IV · Andreotti V · Cossiga I · Cossiga II · Forlani · Spadolini I · Spadolini II · Fanfani V · Craxi I · Craxi II · Fanfani VI · Goria · De Mita · Andreotti VI · Andreotti VII · Amato I · Ciampi · Berlusconi I · Dini · Prodi I · D'Alema I · D'Alema II · Amato II · Berlusconi II · Berlusconi III · Prodi II · Berlusconi IV · Monti · Letta · Renzi · Gentiloni · Conte I · Conte II · Draghi · Meloni